# Batalla de Ciénaga
La Batalla de Ciénaga fue un enfrentamiento militar librado en el contexto de la Independencia de Colombia el 10 de noviembre de 1820, entre realistas y patriotas con una victoria absoluta de estos últimos.

## Antecedentes
Al comenzar 1820 los monárquicos aún controlaban la costa atlántica de la Nueva Granada, específicamente el Bajo Magdalena y los puertos de Cartagena de Indias y Santa Marta, lo que les permitía bloquear la ruta fluvial e impedir el ingreso de armas a sus enemigos, que controlaban el interior. Debido a ello, los patriotas decidieron conquistar la región. Para dicha campaña se seleccionó al coronel Mariano Montilla y el almirante Luis Brión y el capitán de navío José Prudencio Padilla. El plan era simple: apoderarse del delta del Magdalena, tomar Santa Marta, bloquear Cartagena por mar y apoderarse de Maracaibo.
De entenderse que los realistas cartageneros llevaban meses recibiendo suministros de los samarios y como Santa Marta estaba mucho menos defendida que Cartagena, los esfuerzos patriotas se centraron en su conquista. En una carta de Simón Bolívar se afirmaba: «Creo infalible la operación sobre Santa Marta, a menos por la gran disposición de las únicas fuerzas de línea á proteger y cooperar á destruir á los pocos realistas que allí existen, que por el número, valor, disciplina é intrepidez de las que están destinadas á libertarla. La ocupación de Santa Marta contribuirá poderosamente á mis operaciones sobre Cartagena y Maracaibo». Bolívar ordenó primero ocupar el puerto de Riohacha y desde ahí establecer comunicaciones con una división que el Libertador enviaría desde el interior vía Ocaña a Valledupar.
La situación era muy distinta para sus enemigos. Aunque la mayoría de la población de la costa caribe era monárquica, el interior había caído fácilmente en manos enemigas y con cada derrota, el apoyo a los independentistas crecía. Además, los jefes realistas estaban divididos en qué hacer. Militares como Pablo Morillo abogaban por una solución militar y con fuertes castigos a los partidarios de la república. Por su lado, el gobernador de Santa Marta, el brigadier Pedro Ruiz de Porras y Rohan, era de los partidarios de una solución diplomática y mesurada. Estas divisiones fueron una de las debilidades principales que permitieron a los patriotas conquistar la costa neogranadina entre 1819 y 1823.
Montilla decidió que el avance sobre Santa Marta sería desde varias direcciones a la vez: Brión bloquearía la bahía de aquel puerto con su flota, mientras que Padilla se apoderaría de la Ciénaga Grande; los coroneles Jacinto Lara y José María Carreño penetrarían desde el oeste, por Guaimaro, a orillas del río Magdalena, con la Legión Irlandesa; el coronel Francisco Carmona Lara vendría desde Ocaña en el sur y avanzaría hacia Tamalameque y Chimichagua; el coronel José María Córdova y el teniente coronel Hermógenes Maza vendrían por el río y se harían con Magangué y Mompox.

## Campaña

### Avance en la costa

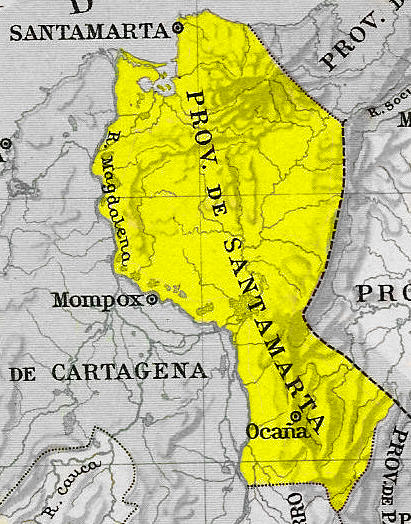
Mapa de la provincia de Santa Marta entre 1810 y 1830.

El 7 de marzo, una expedición de catorce bergantines, goletas, faluchos y flecheras menores zarpaba de Juan Griego. Ocho de los buques llevaban 1000 a 1300 soldados a bordo, 700 de ellos irlandeses. Cuatro días después fondearon en Riohacha y exigieron su rendición, pero como la guarnición se negó la bombardearon por todo el día. Al día siguiente, Montilla y Brión desembarcaron en una ciudad abandonada durante la noche anterior por su gobernador, coronel José de Solis, y el grueso de su población. Parte de las viviendas estaban en llamas y fue necesario apagarlas, luego se nombró al segundo de Montilla, coronel Ramón Ayala Soriano, como nuevo gobernador y se ofreció una amnistía para todo aquel que volviera a la villa; rápidamente se presentaron a colaborar con el nuevo orden muchos patriotas. En respuesta, el guajiro Miguel Gómez empezó a formar guerrillas en la comarca pero fueron vencidas repetidamente. Siguiendo los planes de Bolívar, Montilla y 500 soldados republicanos tomaron rumbo a Valledupar, ocupándola el 29 de marzo pero los guerrilleros consiguieron aislarlos en su interior. El 17 de abril decide retirarse de vuelta al puerto. Esto fue aprovechado por los monárquicos para levantar una hueste a cargo del coronel Vicente Sánchez de Lima y el teniente coronel Francisco de Labarcés y Perea gracias a los refuerzos samarios y marabinos. Los habitantes de esa región habían destacado por su compromiso con la causa monárquica: «Los habitantes de Coro y Santa Marta se han distinguido en favor del Rey en esta lucha por su lealtad y valor, qualidades que han fixado la atención de S. M., y es real voluntad que se les conceda ventajas en todo lo que no cause perjuicio a las demás provincias... (sic)».
El 18 de mayo, 52 oficiales irlandeses firmaron una queja formal por los sueldos impagos y los malos alimentos. Si sus demandas no eran atendidas, exigieron permiso para dejar de servir a la Gran Colombia y viajar a la colonia británica más cercana. Aprovechándose de esto, Sánchez de Lima ordenó tomar Riohacha, lo que obligó a irlandeses y grancolombianos a unirse y consiguiendo la victoria en Laguna Salada el 25 de mayo. El 4 de junio los irlandeses empezaron a ser evacuados y Montilla decidió retirarse de Riohacha pero arrasando todo a su paso. El 12 de julio Montilla ocupaba Barranquilla, siendo recibido con entusiasmo por la población y establecía comunicación constante con Maza y Córdova.

### Avance en el interior
El 10 de marzo, un pequeño contingente al mando del coronel Carmona Lara ocupaba Ocaña pero sin ayudar en nada a Montilla. Diez días después, salía de Bucaramanga el coronel Lara con 1000 soldados de los batallones Rifles, Pamplona y Flanqueadores con la promesa de tomar Santa Marta y Maracaibo. El 9 de mayo, Montilla desembarca en el puerto de Sabanilla, capturando el fortín y avanzando hasta Soledad, lo que lleva a los realistas a abandonar Mompox, que sería ocupada por el coronel Córdova. El 16 de junio Carmona Lara se aproximaba a Valledupar, cinco días después se unía con Lara en la sabana de Tamalameque y el 24 de junio atacaban en Chiriguaná a Sánchez de Lima, uniéndoseles después el teniente coronel Maza y tomaban El Banco, desde donde se prepararon para asaltar Tenerife. Al día siguiente, Córdova y Maza tomaron dicha localidad después de una breve batalla naval.
Entre tanto, el gobernador de Santa Marta reunió todos los destacamentos que pudo y fortificó su villa y alrededores con la ayuda de Labarcés. Luego le entregó a Sánchez de Lima parte de sus fuerzas y le ordenó atacar a Lara. El 20 de octubre lo venció en Guaimaro, lo que llevó al coronel Carreño a asumir el mando de los soldados patriotas. Diez días más tarde, Carreño derrota a Sánchez de Lima cerca del río Fundación. El vencido huye a Maracaibo mientras los soldados a su mando que quedan se retiran a Ciénaga para evitar quedar aislados de Santa Marta. Por su parte, el capitán Padilla aprovecha para ocupar la Ciénaga Grande de Santa Marta. Labarcés, quien estaba con otro destacamento en río Frío, fue vencido por Carreño el 9 de noviembre y forzado a retirarse a Pueblo Viejo. Esa misma jornada, los patriotas ocupaban la vecina localidad de Soledad.
Finalmente, Bolívar tomó Mérida el 2 de octubre y Trujillo el 7, forzando a los mil realistas que guarnecían a la primera a huir con rumbo a Maracaibo y Santa Marta pero muchos desertaron en el periplo y el resto se unió a guerrillas. Después de esto, el Libertador ordenó a sus lugartenientes tomar Santa Marta y finalizar la campaña en el Magdalena.

## Fuerzas enfrentadas
El combate involucró a cerca de 4000 hombres de ambos ejércitos.

### Patriotas
La fuerza encargada de la campaña fue el «Ejército Libertador del Magdalena». Montilla escribió un informe para el ministro de Guerra en Soledad el 30 de noviembre de 1821, donde explicaba que ésta se organizó gracias al aporte de treinta pueblos que reunieron 2418 efectivos y 15 045 pesos. Se sabe que antes del asalto final a Santa Marta se compraron 2000 fusiles al costo de 28 000 pesos a comerciantes extranjeros. El dinero fue recolectado como donativos de los ciudadanos más ricos de la región. También se ha estimado que para la campaña de Santa Marta se movilizaron hasta 3000 hombres, la mitad reclutados en Cartagena y la otra del interior de Cundinamarca.
Posteriormente, en el avance republicano por Sabanilla, Barranquilla y Soledad se les incorporaron 800 voluntarios de la región. Obviamente no todos lucharon en la batalla. Por ejemplo, un historiador colombiano, Juan Granados de la Hoz, creía que debían ser menos de 1000 combatientes. Otros dos historiadores, el noruego Steinar Andres Sæther en el siglo XXI y el colombiano José Manuel Restrepo en el XIX, coinciden en que debieron luchar unos 2000 patriotas. Otro autor decimonónico, González Chaves, afirmaba que fueron 1800 los republicanos en el combate, aunque al día siguiente entraron en Santa Marta 2000. El colombiano Joaquín Viloria de la Hoz afirma que eran 2000 infantes y 400 jinetes, la mayoría llaneros venezolanos, además de la artillería.
Aproximadamente, unos 1000 a 1300 soldados habrían sido dirigidos por Carreño en tierra, mientras que 600 a 650 fueron transportados por Padilla vía marítima y desembarcaron encabezados por Maza. Mariano Torrente, historiador español, cree que el contingente de Carreño se componía de 1200 plazas. Las fuerzas sutiles de Padilla eran 20 cañoneras.
Las enfermedades tropicales habían afectado duramente a ambos bandos. En el caso del ejército patriota la mayoría de los soldados eran andinos o mercenarios irlandeses y sólo una pequeña parte costeros, solamente el batallón Alto Magdalena del teniente coronel Maza estaba completo y todas las demás unidades eran compañías de batallones diezmados por las pestes y combates. Había una compañía del batallón Colombia, otra del Pamplona, otra del Flanqueadores de la Guardia y escuadrón del Guías.

### Realistas
Los historiadores dan cifras similares respecto de las fuerzas que consiguió congregar Ruiz de Porras para defender Santa Marta. La mayoría de éstas eran milicianos y sólo un pequeño porcentaje soldados de línea. Sæther señala que debieron ser unos 1800, Restrepo los reduce a 1500 y Granados de la Hoz los eleva a 2500. Otros autores decimonónicos son Carlos Benedetti y Nicolás González Chaves. El primero cree que debieron ser unos 2000 y el segundo 1900.
Estos números coinciden con los expresados en una carta de Luis Brión sobre el ejército realista reunido meses antes: «y el enemigo colectaba gente en la Ciénaga, que, reunida a la tropa de línea, marchaba sobre él [Montilla] con caballería, tuvo que replegarse hasta la ciudad del Hacha, a donde vino a atacarnos en número de dos mil». Esta es la cifra que da González Chaves cuando estimó el número de realistas que participaron del combate en Laguna Salada. También coincide con una estimación expresada por Tomás Montilla: «No se trata, señor, de bandas de samarios, ni guerrillas de mil ó dos mil hombres». También con las fuerzas organizadas para defender Santa Marta desde 1815: «Organizados para contrarrestar los embates de las fuerzas emancipadoras dichos escuadrones estarían conformados por dos mil hombres con una manutención mensual de veinticinco mil pesos fuertes». En las Reminiscencias de los oficiales ingleses del batallón de Rifleros en las campañas de Bolívar, en las guerras de la independencia de Colombia, obra escrita en inglés por Tomás Carlos Wright, irlandés quien era capitán durante esta campaña militar, se afirmaba que «Las fuerzas del enemigo alcanzaban arriba de 2.000 hombres, pero en gran parte consistían aquellas en guerreros indios del país». El historiador colombiano Enrique Uribe White da un número similar al referirse a las fuerzas realistas que había en la ciudad en 1815: «El Capitán General Juan Montalvo, jefe realista de Santa Marta, con 2000 hombres, que no creyó posible resistir a Bolívar».
Finalmente, el militar y pedagogo venezolano Feliciano Montenegro Colón da el número más alto, unos 3000 defensores.

## Batalla

### Defensas

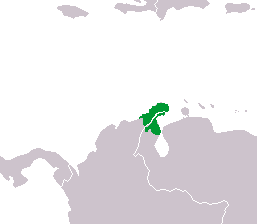
Distribución del pueblo wayú.

Conocedor que iban a atacar su ciudad, el gobernador empezó a preparar la defensa. San Juan Bautista estaba a dos leguas de río Frío, a diecisiete de Santa Marta y dos y media de Pueblo Viejo. Era el hogar de 2000 indios antes de la guerra. Ordenó construir una línea de defensas que iba desde Pueblo Viejo al resguardo San Juan Bautista de la Ciénaga, atravesando ambas localidades y equipada por cañones y una animada fuerza de caballería e infantería; se constituía de trincheras, diecinueve fortines y las baterías de artillería estaban detrás de empalizadas y fosos con «palos a pique», es decir, troncos clavados perpendicularmente en tierra. Además, la costa era protegida por una flotilla y se fortificó las playas de Aguacoca, Puerto Cañón, Fuerte Cachimbero y la boca de La Barra. Estas posiciones formaban una «barrera» o «puerta de entrada» natural que todo atacante deseoso de tomar Santa Marta debía atravesar. Los oficiales al mando eran los peninsulares Tomás Morales y Manuel Antonio Díaz y los capitanes de milicias pardas, el cacique Faustino Bustamante, el catalán Francisco de Labarcés y Perea y los mulatos Narciso Vicente Crespo y Tomás José Pacheco. También estaba el Esteban Díaz, coronel de ingenieros. Indios y zambos formaban el grueso de la tropa y tenían esperanzas de rechazar a los atacantes como habían hecho antes.

### Ataque de Carreño
Acorde al historiador Jesús Torres Almeida, las tropas republicanas del coronel Carreño salieron de su campamento en dirección a las posiciones enemigas a las 02:00 horas del 10 de noviembre en completo sigilo. Seis horas más tarde estaban frente al pueblo, comenzando el ataque coordinado de Carreño y Padilla a las 09:00, cuando el capitán de navío abrió fuego sobre la flotilla enemiga. Brión estaba en el mar frente a Santa Marta esperando a Padilla.
Según el militar e historiador colombiano Leónidas Flórez Álvarez, Carreño consiguió silenciar en diez minutos las baterías de Pueblo Viejo pero entonces los habitantes de San Juan Bautista le empezaron a disparar desde sus casas. Sin embargo, ignoró a los defensores realistas de la posición. El oficial patriota decidió flanquear las baterías y dirigirse directamente contra el resguardo, cuyos habitantes se defendieron parapetados en sus casas, manteniendo un nutrido fuego que causó muchas bajas a sus enemigos y defendiendo cada palmo de tierra. Sin embargo, los defensores fueron imprudentes, pues habían abandonado las trincheras con fosos, empalizadas y fortines con baterías de artillería para contraatacar. Según O'Connor esto fue producto que eran el doble que los atacantes y que la noche anterior el gobernador les había dado aguardiente para infundirles valor. Así los indígenas abandonaron sus trincheras en cuanto los republicanos se acercaron para un combate con bayonetas en las playas. Esto fue aprovechado por los furiosos republicanos para seguir cargando y desordenar al contingente enemigo. Se dice que en esos momentos murieron también muchas mujeres que siguieron a sus hombres cargando municiones de repuesto y quedaron en medio del combate. Entonces el escuadrón de caballería llanera que mandaba el comandante Ramón Calderón lanzó varias cargas contra los indígenas realistas y mató a muchos con sus lanzas. Prácticamente los persiguió por todas partes y en todas direcciones. Como prueba de la ferocidad del combate, más de 400 monárquicos quedaron muertos en San Juan Bautista, aunque otros dicen que fue en Pueblo Viejo. El choque había durado menos de una hora.

### Ataque de Padilla
Entre tanto, Padilla estaba con las fuerzas sutiles en Punto Caimán, cerca de boca Barra Vieja, en la Ciénaga Grande y miraba a Pueblo Viejo, La Salina y La Barra. Decidió primero acabar con los barcos enemigos y luego con sus baterías terrestres. No dudo en atacar, «apresando la defensa móvil, o sea, la flotilla enemiga» y capturando las baterías de Pueblo Viejo, La Salina, La Barra y Ciénaga en media hora de combates. Luego desembarcó al contingente de Maza en las sabanas cercanas a La Barra y le ordenó adelantarse hasta Santa Marta, luego impartía al capitán de fragata Walter Dawes Chitty la orden de dirigir a sus barcos en ayuda de Brión y él mismo se unía a Maza. En esta acción habían muerto más de 200 monárquicos.
Restrepo y Baralt dicen que Maza se unió a Carreño en la batería de San Pedro y que ésta ya estaba ocupada. En cambio, Torres Almeida afirma que Padilla se unió al contingente de Maza y llegaron justo a tiempo para salvar al coronel, quien había sido rechazado y sufría el contraataque de 150 realistas que intentaban envolverlo y capturar su parque. Habría sido la oportuna llegada de Padilla lo que concluyó con la victoria patriota después de hora y media de batalla, aunque otras fuentes dicen que duró tres horas.
Lo que si se sabe es que tanto el contingente de Maza como el de Carreño se unieron en San Pedro y juntos atacaron las baterías de Dursino (Durcino) y Gaira. Por su parte, la flota salió al mar por La Barra y se unió a Brión frente a Santa Marta. Para finalizar, Carreño puso su vanguardia al mando de Maza y le ordenó avanzar a Santa Marta. Poco después empezó a ordenar al resto de su división que también siguiera.
Francisco Burdett O'Connor relata que dos españoles heridos, en la noche posterior, fueron encontrados sin poder moverse en el campo de batalla. Un edecán de apellido Hormachea los degolló a pesar de las protestas de O'Connor. En combates anteriores, el mismo edecán había hecho colgar a los prisioneros de los pies para luego decapitarlos y arrojarlos al río. El explorador inglés John Potter Hamilton señala que al día siguiente los 400 guerreros indígenas que quedaban lanzaron un contraataque y que fue tal su valor que sólo la superioridad numérica del enemigo permitió su derrota.

## Consecuencias

### Bajas
Se la considera una de las batallas más sangrientas del conflicto, al parecer sólo superada por Ayacucho. Según el informe que escribió Carreño el 11 de noviembre, es decir, al día siguiente del enfrentamiento, en Ciénaga y dirigido a Bolívar, los republicanos sufrieron 40 muertos y 120 heridos, mientras que los monárquicos padecieron 631 fallecidos, 257 heridos y 632 prisioneros. Vicente Lecuna estaba de acuerdo con los números republicanos, aunque dice que los realistas debieron sufrir 621 muertos y 633 prisioneros, pero acepta las cifras de heridos. Saether acepta parcialmente estos números, aunque los reduce un poco, 800 bajas para los vencidos y 140 para los vencedores. Restrepo y Benedetti afirman que los realistas sufrieron 600 muertos, 625 prisioneros y la captura de 800 fusiles, 5 buques de guerra, toda la artillería y municiones, en cambio, sus enemigos sólo tuvieron 40 fallecidos y 114 heridos. Aparentemente sólo 800 realistas lograron salvarse. Groot cree que en los combates de Codo, río Frío y Ciénaga los patriotas sufrieron 40 muertos, 114 soldados y 3 oficiales heridos y 3 contusos. Los vencidos padecieron entre la tropa 592 muertos, 253 heridos y 625 prisioneros, y entre los oficiales 29 muertos, 4 heridos y 8 prisioneros. También fueron capturados 182 piezas de artillería de calibre de a 2 a 24 libras, dotaciones de artillería, 5 buques de guerra, 3 botes de cubierta y 86 bongos mercantiles.

### Ocupación
A eso de la media noche, en Gaira, el teniente coronel Juan Narváez, a quien tenía prisionero los realistas, y dos miembros del cabildo samario llegaron al campamento republicano para negociar con los comandantes del ejército vencedor la rendición, consiguiendo una suspensión de las hostilidades a cambio de prometer entregar la plaza a la jornada venidera. Durante la noche, el gobernador Ruiz de Porras huyó por mar a Chagres con los tres principales vecinos. Lo hizo en una goleta que entró en el puerto y logró escabullirse del bloqueo sin ser vista; dejó atrás a sus partidarios. Lo cierto es que había sido nombrado comandante general de Panamá. Santa Marta es ocupada por Brión al día siguiente sin encontrar resistencia, entrando primero el coronel Carreño en la mañana para restablecer el orden. Al parecer fueron recibidos con aclamaciones. Los realistas fueron autorizados a evacuar para Cuba, siempre que dejaran sus armas y equipos a los vencedores.
Durante la guerra, Ciénaga perdió a más de la mitad de sus habitantes, quedando muy pocos hombres adultos y siendo la mayoría de los sobrevivientes mujeres, niños y ancianos. Santa Marta también fue duramente afectada, quedando reducida a menos de 3000 residentes, muchos de sus residentes más ricos emigraron y otros fueron reclutados en levas por los ejércitos grancolombianos.
Después de la victoria, el coronel Montilla se dirigió a la ciudad y junto al doctor Pedro Gual formaron un gobierno. El 15 de noviembre Montilla publicó una proclama a los samarios increpándolos por su obstinación, mostrándoles las ventajas de unirse a la República y animándolos a elegir representantes para el Congreso Constituyente. El 26 de noviembre, las corporaciones civiles y eclesiásticas reconocieron y juraron lealtad al gobierno grancolombiano. El obispo, doctor y fraile Antonio Gómez Polanco dirigió una pastoral a su grey exhortando a los párrocos al celo y diligencia de sus ministerios, y se dirigió a todos los ciudadanos recomendando el sometimiento al gobierno republicano que prometía paz, prosperidad y seguridad. Luego hizo que Narváez llevara una circular a los curas en los pueblos y recomendaba que todo cristiano debía pacificar lo pueblos.
Muchos vecinos intentaron huir por tierra a Riohacha y Maracaibo, pero el viaje era muy difícil y cuando supieron el buen comportamiento de los republicanos decidieron volver. De hecho, el nuevo gobierno local dio seis meses a todos los habitantes para regresar siempre y cuando no colaboraran con los enemigos de la república.
Toda la costa neogranadina queda en manos de los republicanos a excepción de Cartagena, sometida a un largo asedio. Sin embargo, Bolívar decidió castigar a las provincias más afectas a la monarquía española y les exigió aportar a cada una 2000 reclutas para los ejércitos patriotas. En una carta al vicepresidente Francisco de Paula Santander ordenaba preparar una ofensiva contra los realistas de Venezuela y para eso se debían traer: «los 2,000 veteranos que le mando levantar y 2,000 samarios que deben venir de Santa Marta». Su intención era usarlos para reforzar el batallón Vargas que el general de brigada Antonio José de Sucre estaba organizando en los valles de Cúcuta. La respuesta no se hizo esperar, muchos hombres adultos huyeron a los bosques y formaron guerrillas. Los comandantes republicanos asumieron que las partidas de irregulares que operaban en Santa Marta y Riohacha estaban controladas por el jefe realista Francisco Tomás Morales, pero los historiadores modernos lo consideran una exageración.

### Decimonónica
- Baralt, Rafael María & Ramón Díaz (1841). Resumen de la historia de Venezuela, desde el año 1797 hasta el de 1830 II. París: Imprenta de H. Fournier y Cía.
- Benedetti, Carlos (1887). Historia de Colombia. Lima: Imprenta del Universo de Carlos Prince.
- González Chaves, Nicolás (1880). Cuadros sinópticos de la guerra de la independencia de los Estados Unidos de Colombia. París: A. Lahure.
- Groot, José Manuel (1870). Historia eclesiástica y civil de Nueva Granada: escrita sobre documentos auténticos III. Bogotá: Imprenta de Merardo Rivas.
- Hamilton, John Potter (1827). Travels Through the Interior Provinces of Columbia I. Londres: J. Murray.
- Lecuna, Vicente (1950). Crónica razonada de las guerras de Bolívar: Formada sobre documentos, sin utilizar consejas ni versiones impropias. Conclusiones de acuerdo con hechos probados, y la naturaleza de las cosas II. Nueva York: Colonial Press.
- Montenegro Colón, Feliciano (1837). Geografía general para el uso de la juventud de Venezuela III. Caracas: Imprenta de Damiron y Dupouy.
- O'Connor, Francisco Burdett (1895). Independencia Americana: Recuerdos de Francisco Burdett O'Connor. Tarija: Imprenta de La Estrella.
- O'Leary, Daniel Florencio (1881a).  Simón B. O'Leary, ed. Memorias del general O'Leary XIV. Caracas: Imprenta "El Monitor".
- O'Leary, Daniel Florencio (1881b).  Simón B. O'Leary, ed. Memorias del general O'Leary XVII. Caracas: Imprenta "El Monitor".
- Pita Pico, Roger (2021). El Reclutamiento de negros esclavos durante las Guerras de Independencia de Colombia 1810- 1825. Bogotá: Academia Colombiana de Historia. ISBN 9789585154278.
- Restrepo, José Manuel (1858). Historia de la Revolución de la República de Colombia III. Besanzón: J. Jacquin.
- Restrepo Tirado, Ernesto; Comisión de Pedro M. Ibáñez, Roberto Cortázar, José D. Monsalve, Emilio Duran L., Eugenio Ortega, Arturo Quijano, Pedro González & Antonio Morales (1915). Archivo Santander V. Bogotá: Academia Colombiana de Historia & Águila Negra Editorial.
- Rodríguez Villa, Antonio (1908). El teniente general don Pablo Morillo primer conde de Cartagena, marqués de La Puerta (1778-1837): Documentos justificativos: guerra de la independencia y primer año, 1815, de la expedición á Costa firme III. Madrid: Establecimiento Tipográfico de Fortanet.
- Torrente, Mariano (1830). Historia de la revolución hispano-americana III. Madrid: Imprenta de León de Amarita.
- Urueta, José P. (1889). El gran almirante José Padilla: documentos para la vida de este prócer. Cartagena: Editorial original & Tipografía de Antonio Araújo.
- Wright, Alberto Eduardo (1983). Destellos de gloria: biografía sintética de un prócer de la independencia, incorporando las "Reminiscencias" del general de división don Tomás Carlos Wright. Caracas: Cámara Venezolano Británica de Comercio. Introducción de A. E. Forsyth.

### Moderna
- Alarcón, José C. (1963). Compendio de historia del Departamento del Magdalena, de 1525 hasta 1895. Bogotá: El Voto nacional.
- Blanco Barros, José Agustín (2011).  Jorge Villalón Donoso & Alexander Vega Lugo, ed. Barranquilla. Bogotá: Kimpres. Tomo I de Colección José Agustín Blanco Barros. Obras completas. ISBN 978-9-58741-052-5.
- Castro Trespalacios, Pedro (1979). Culturas aborígenes cesarenses e Independencia de Valledupar. Valledupar: Biblioteca de Autores Cesarenses.
- Elías Caro, Jorge Enrique (2010). «Relaciones político-militares entre dos provincias realistas del Gran Caribe: Santa Marta y La Habana 1810-1815». Memorias. Revista Digital de Historia y Arqueología desde el Caribe (Barranquilla: Universidad del Norte) VI (10): 186-217. ISSN 1794-8886.
- Esteves González, Edgar (2004). Batallas de Venezuela, 1810-1824. Caracas: El Nacional. ISBN 978-980-388-074-3.
- Granados de la Hoz, Juan (1976). «Combatientes patriotas en la Batalla de Ciénaga». Primer Congreso Nacional de Historiadores y Antropólogos, Santa Marta, 8, 9, 10 y 11 de noviembre de 1975. Medellín: Argemiro Salazar & Academia de Historia del Magdalena.
- Lucena Giraldo, Manuel (2010). Naciones de rebeldes: las revoluciones de independencia latinoamericanas. Madrid: Taurus. ISBN 9788430607754.
- Martínez Garnica, Armando (2015). «Integración y desintegración social en la República de Colombia (1819-1830)».  En Pedro Pérez Herrero, ed. Fiscalidad, integración social y política exterior en el pensamiento liberal atlántico (1830-1930). Madrid: Marcial Pons. pp. 45-87. ISBN 9788491231745.
- Palacios, Marcos & Frank Safford (2002). Colombia: país fragmentado, sociedad dividida: su historia. Bogotá: Norma. ISBN 978-9-58046-509-6.
- Payares González, Carlos (2009). Santa Marta y Ciénaga durante la Independencia: La batalla del resguardo de San Juan Bautista de la Ciénaga. São Paulo: Pontificia Universidad Católica de São Paulo (PUC-PS). Texto presentado en el Congreso 2010 del Centro de Estudios de Historia de América Latina de la PUC-PS. Recopilado en el libro El Salto de la Liebre (2013).
- Ramón, Juan (2018). Historia de Colombia: Significado de la obra colonial. Independencia y República. Ediciones LAVP. ISBN 9780463800249.
- Rangel Pava, Gnecco (1947). El país de Pocabuy. Bogotá: Kelly.
- Saether, Steinar A. & Claudia Ríos Echeverry (2012). Identidades e independencia en Santa Marta y Riohacha, 1750-1850. Bogotá: Instituto Colombiano de Antropología e Historia. ISBN 9789588181295.
- Tisnés Jiménez, Roberto María (1976). La independencia en la costa Atlántica. Bogotá: Imprenta nacional.
- Uribe White, Enrique (1969). El Libertador: campaña de 1819. Episodios en su vida. Bogotá: Taller Gráfico del Banco de la República.
- Uribe White, Enrique (1973). Padilla: homenaje de la Armada Colombiana al héroe de la Batalla del Lago de Maracaibo; biografía. Bogotá: Imprenta y Litografía de las Fuerzas Militares.
- Vergara, José R. & Fernando Baena (1922). Barranquilla: su pasado y presente I. Barranquilla: Banco Dugand.
- Viloria de la Hoz, Joaquín (2014). «Santa Marta Real: los “mamatoqueros” y la “catalanada” como defensores del régimen colonial en Santa Marta, 1810-1830». Aguaita. Revista del Observatorio del Caribe Colombiano (Cartagena de Indias) (26): 14-24.
- Viloria de la Hoz, Joaquín (2015). «Santa Marta real y republicana: El accionar económico y político de la Provincia de Santa Marta en los albores de la Independencia, 1810-1830». Cuadernos de historia económica y empresarial (Cartagena de Indias) (36). ISSN 1692-3707.